# Frederick Field
Frederick Field (Londra, 1801 – 1885) è stato un presbitero e teologo inglese, esperto di esegesi biblica.

## Vita
Nato a Londra, figlio di Henry Field, studiò al Christ's Hospital e al Trinity College di Cambridge, dove ottenne una docenza nel 1824.
Ordinato sacerdote nel 1828, divenne uno studioso di teologia patristica.
Fu l'autore di un'edizione critica delle Homiliae in Matthaeum di san Giovanni Crisostomo, pubblicata a Cambridge nel 1839. 
Alcuni anni più tardi diede il proprio contributo alla Bibliotheca Patrum di Edward Bouverie Pusey, docente di lingua ebraica al collegio Christ Church di Oxford.
La Bibliotheca Patrum è una disamina delle omelie di Crisostomo sulle epistole paoline
.
Nel 1839, si trasferì a Great Saxam, un villaggio del Suffolk, e nel 1842 fu assunto nella casa parrocchiale di Reepham presso Norfolk, a seguito delle referenze date dal collegio di provenienza.
 
Nel 1863 si dimise dall'incarico e fece ritorno a Norfolk, con l'intento di dedicarsi a tempo pieno allo studio e alla meditzione.
Dodici anni più tardi diede alle stampe la Origenis Hexaplorum quae supersunt, pubblicata ad Oxford fra il 1867 ed il 1875, e oggi nota come Hexapla di Field, un testo ricostruito a partire dai frammenti superstiti dell'opera omonima del filosofo Origene,
unitamente alla traduzione in siriaco alla Septuaginta greca nell'edizioni curate dall'esegeta Robert Holmes (Londra, 1748 - Oxford, 1805) e di James Parsons (Oxford, 1798-1827).

Nel 1870, Field fu nominato membro del' Old Testament revision company.
A seguito della pubblicazione della versione Riveduta del Nuovo Testamento, nel 1881, Field espresse le sue obiezioni e critiche a molte dei cambiamenti in Notes on select passages of the Greek Testament: chiefly with reference to recent English versions, che a suo parere presentavano imprecisioni e errori dal punto di vista stilistico, grammaticale o testuale.
I cambiamenti apportati furono da lui definiti nel complesso "superflui e pedanti".
L'edizione Riveduta del Vecchio Testamento non fu completata fino al 1885. Il libro fu pubblicato postumo nel 1899 con le integrazioni di Field ed il titolo di Notes on the translation of the New Testament.
L'edizione Riveduta e Ampliata comprendeva una scritto in difesa di 1 Timoteo 3:16. 

Il teologo ed esegeta anglicano John William Burgon definì l'edizione del 1881 come un "magistrale contributo alla "Critica Sacra".